# 半拉门镇
半拉门镇，是中华人民共和国辽宁省锦州市黑山县下辖的一个乡镇级行政单位。

## 行政区划
半拉门镇下辖以下地区：
半东村、半西村、半南村、郝家村、代民村、石狮子村、大双岗子村、曹岗子村、刘油房村、靠山村和鄢家村。